# Бистрець
Бистре́ць — село в Україні, у Зеленській сільській громаді Верховинського району Івано-Франківської області. Населення становить 362 особи.

## Географія
Відстань до районного центру Верховина — 19 км і 50 км до залізничної станції Ворохта. Через село протікає високогірна річка Бистрець. На одній з її безіменних приток розташований Бистрецький водоспад. В урочищі Кедроватий зберігся природний осередок сосни кедрової. На території Бистреця знаходиться високогірна полонина Ґаджина, де випасаються великі череди корів, отари овець та збережено старовинний побут полонинського господарства. Село Бистрець займає басейн річки Дземброня.
У присілку села потоки Степанський та Глибокий впадають у річку Бистрець.
Вершини, які оточують село Бистрець:
- гора Бребенескул (2035 м.),
- гора Ребра (2001 м.),
- гора Шпиці (1864 м.),
- гора Ґаджина (1664 м.),
- гора Мариш (1345 м.),
- гора Маришевська (1564 м.),
- гора Озірний (1362 м.),
- гора Кострича (1586 м.).
- гора Костриця (1512 м.).

## Охорона природи
Входить до складу Карпатського національного природного парку.

## Назва
Назва села Бистрець походить від назви потоку Бистрець. Як свідчать історичні дослідження, воно було присілком Дземброні, а ще раніше – Жаб'я–Ільці. Сформувалося як село у XIX-ст. — на початку минулого століття.

## Історія
Бистрець засновано як присілок у XV ст. Перша згадка про село датується 1893 роком. До 1939 року він був частиною села Жабйого. Тепер окреме село. Іван Франко часто бував у Бистреці. За порадою Каменяра група селян на чолі з М. Зеленчуком, Ф. Сав'юком, С. Словаком, П. Білоголовим добилася від властей дозволу відкрити в селі читальню і школу.
У Бистреці провів дитинство польський письменник, філософ, перекладач Станіслав Вінценз, повернувся до свого маєтку після енкавеесівської в'язниці та потім втік звідси за кордон.
У 1934—1938 pp. тут записував гуцульські пісні польський композитор Станіслав Мерчинський.
За даними облуправління МГБ у 1949 р. в Жаб'ївському районі підпілля ОУН найактивнішим було в селах Гринява, Бистрець і Зелене.
12 червня 2020 року, відповідно до Розпорядження Кабінету Міністрів України  № 714-р «Про визначення адміністративних центрів та затвердження територій територіальних громад Івано-Франківської області», увійшло до складу Зеленської сільської громади.
19 липня 2020 року, в результаті адміністративно-територіальної реформи та ліквідації Верховинського району, село увійшло до складу новоутвореного Верховинського району.

## Населення
Згідно з переписом УРСР 1989 року чисельність наявного населення села становила 374 особи, з яких 183 чоловіки та 191 жінка.
За переписом населення України 2001 року в селі мешкало 360 осіб. 100 % населення вказало своєю рідною мовою українську.

## Пам'ятки історії та культури

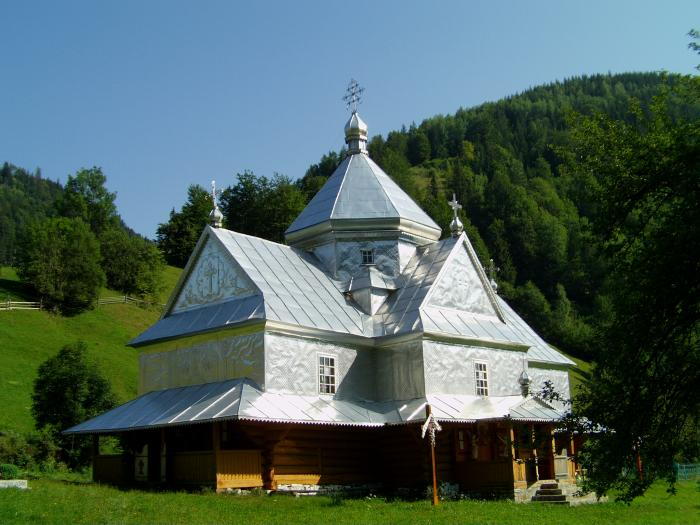
Церква успіння Святої Анни

- церква Успіння Святої Анни (1872 року);
- дзвіниця (1872 року);
- хрест на місці першої церкви в селі Бистрець;

### Церква Успіння Святої Анни
Діюча дерев'яна церква, датована 1872 роком. Використовується громадою Православної церкви України. В плані хрестоподібна із великим квадратним зрубом нави та невеликими боковими раменами. До церкви прибудовані два відкриті ганки і ризниця. Церква перекрита карбованою бляхою, має опасання. В церкві збережено різьблене  панікадило та начиння (хрести, патериця,  аналой, тетрапод, престол, кіот, менора, два п’ятисвічники, процесійний та похоронний хрест, ікона “Розп’яття з пристоячими”). Поруч з церквою розташована дзвіниця.

## Відомі люди
- Хімчак Іван — лицар Бронзового хреста заслуги УПА. Загинув поблизу села;
- Дудидра Марія Іванівна — український педагог, бібліотекознавець, бібліограф, культурний діяч. Народилася 28.02.1950 р. у с. Бистрець Верховинського району Івано-Франківської області. Закінчила Верховинську ЗОШ І-ІІІ ступенів (1966), філологічне відділення Івано-Франківського педінституту ім. В. Стефаника (1974). Працювала у Верховинському лісокомбінаті. Впродовж 1971—2003 рр. — вчителем зарубіжної літератури і трудового навчання Білоберізької ЗОШ І-ІІІ ступенів Верховинського району, відтак — бібліотекарем відділу краєзнавства Чернівецької обласної універсальної наукової бібліотеки ім. Михайла Івасюка. Ініціатор та автор видання біобібліографічного покажчика «Лауреати літературно-мистецької премії імені Ольги Кобилянської», а також автор-укладач покажчиків: «Авксентій Яківчук», «Євгенія Ярошинська», «Володимир Михайловський», "Назарій Яремчук (1951-1995)", "Висвіт на ниві журналістики Михайла Ревуцького (до 90-річчя від дня народження)" (у співпраці з Юхимом Гусарем). Автор серії публіцистично-краєзнавчих матеріалів у газетах: «Буковина», «Буковинське віче», «Відродження». «Захід», «Версії», «Вижницькі обрії». Нагороджена Грамотою Міносвіти України, нагрудним знаком «Відмінник освіти». Лауреат Міжнародної літературно-мистецької премії імені Ольги Кобилянської та літературної премії імені Івана Бажанського; ювілейна відзнака з нагоди відродження Чернівецько-Буковинської єпархії Помісної Церкви України — медаль «30 років Чернівецько-Буковинської єпархії».

## Світлини

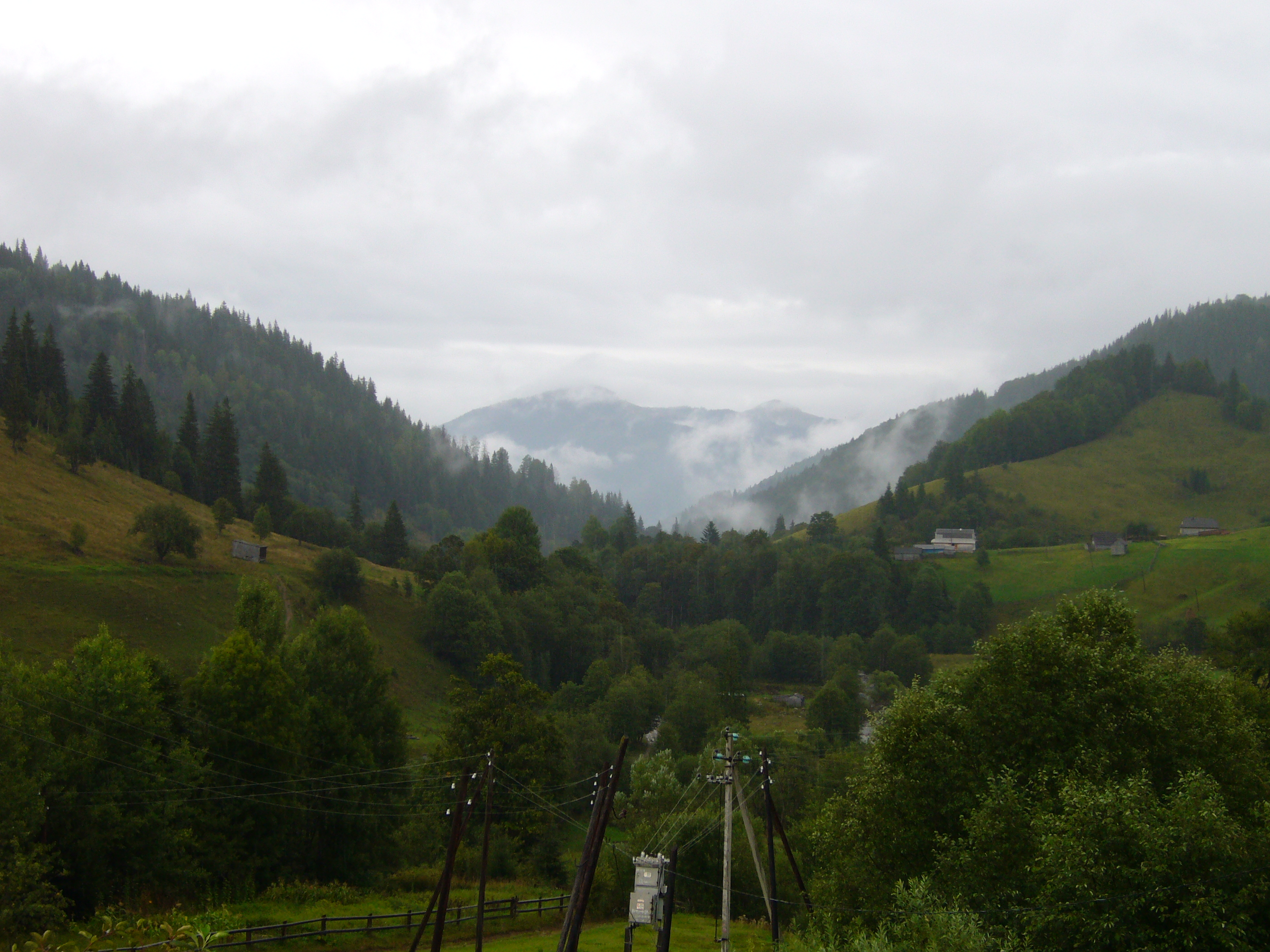
Західна частина села
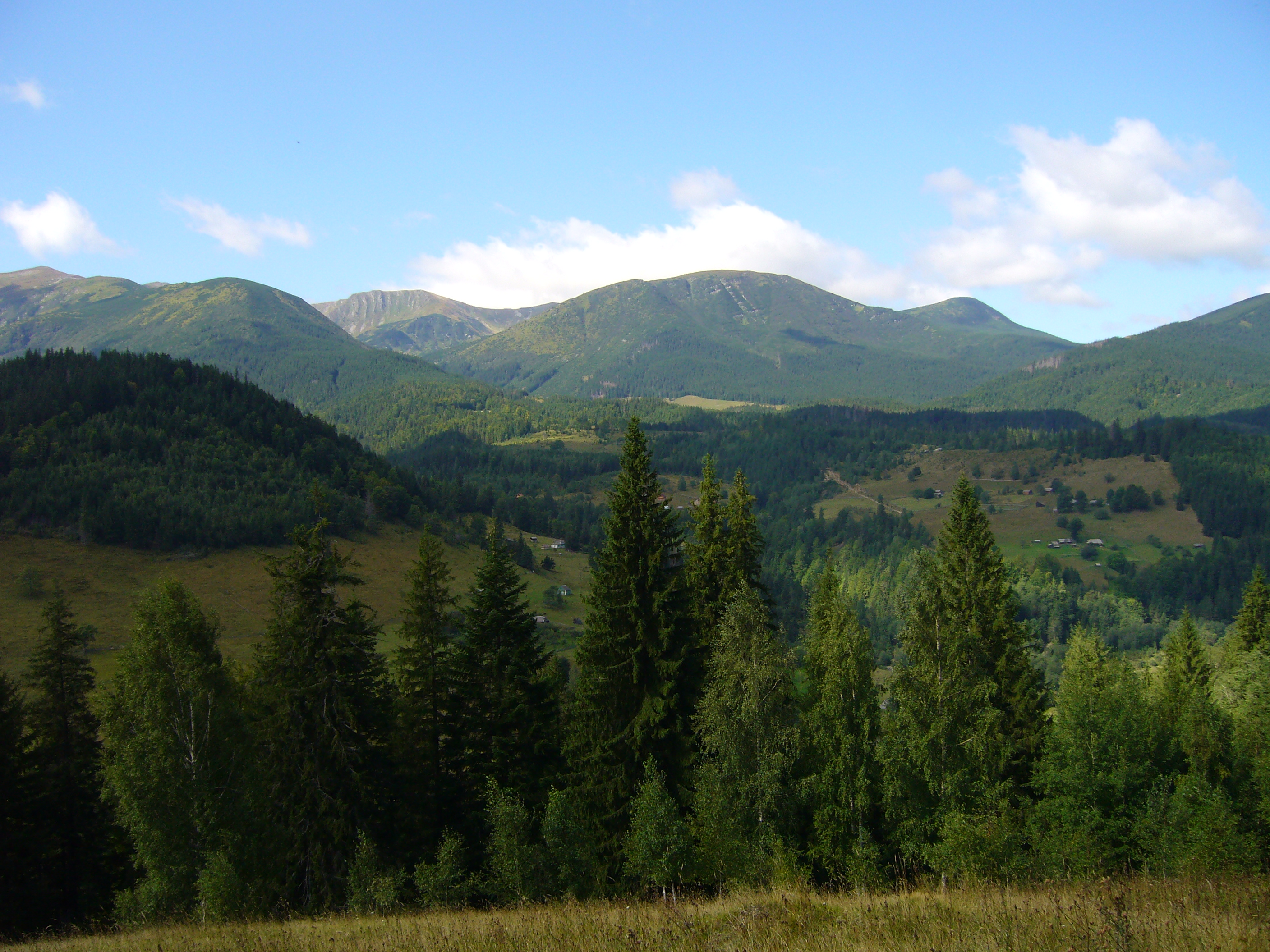
Вигляд з Бистреця на масив Чорногори (гори Ребра і Шпиці)
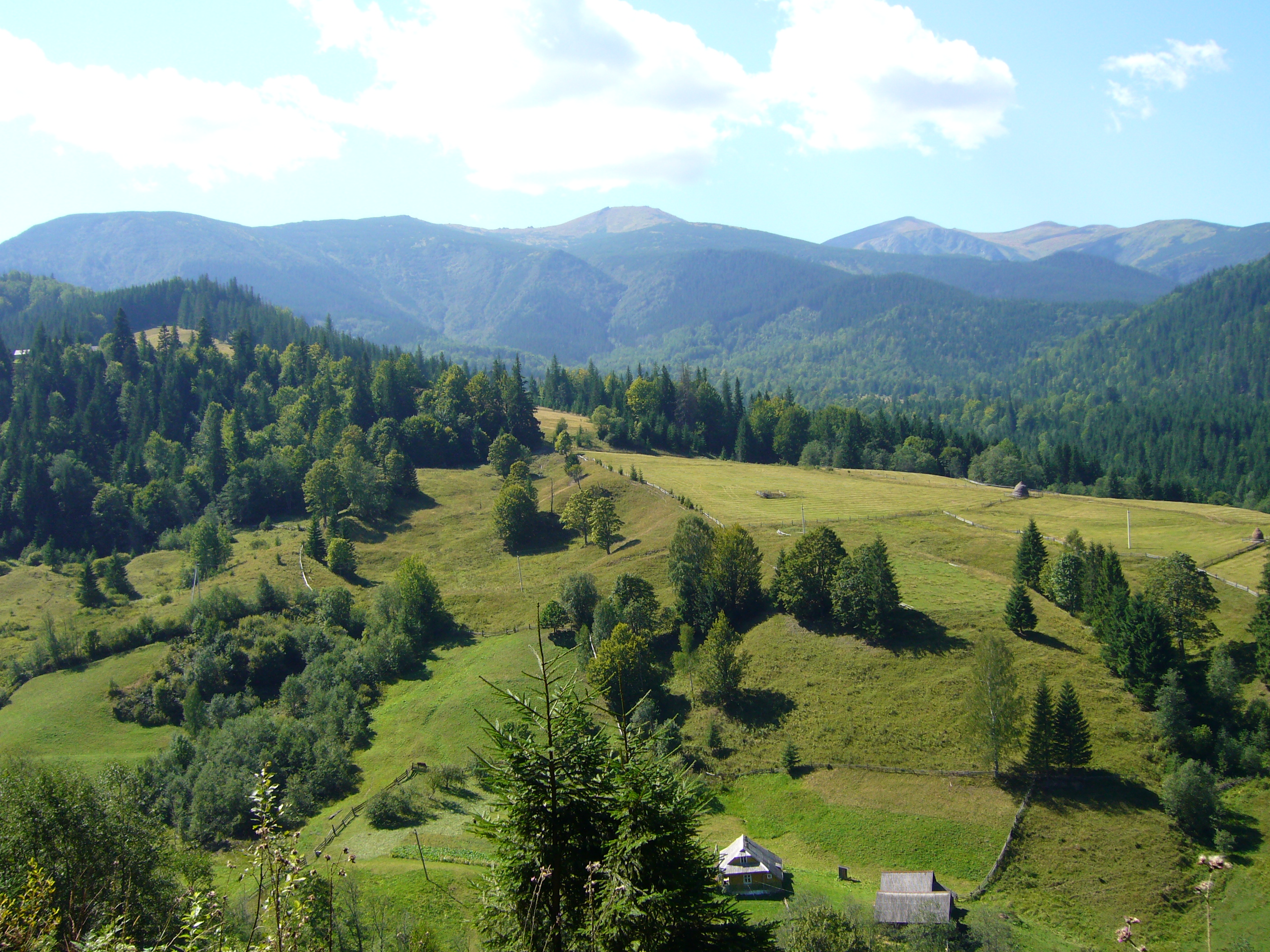
На околиці села
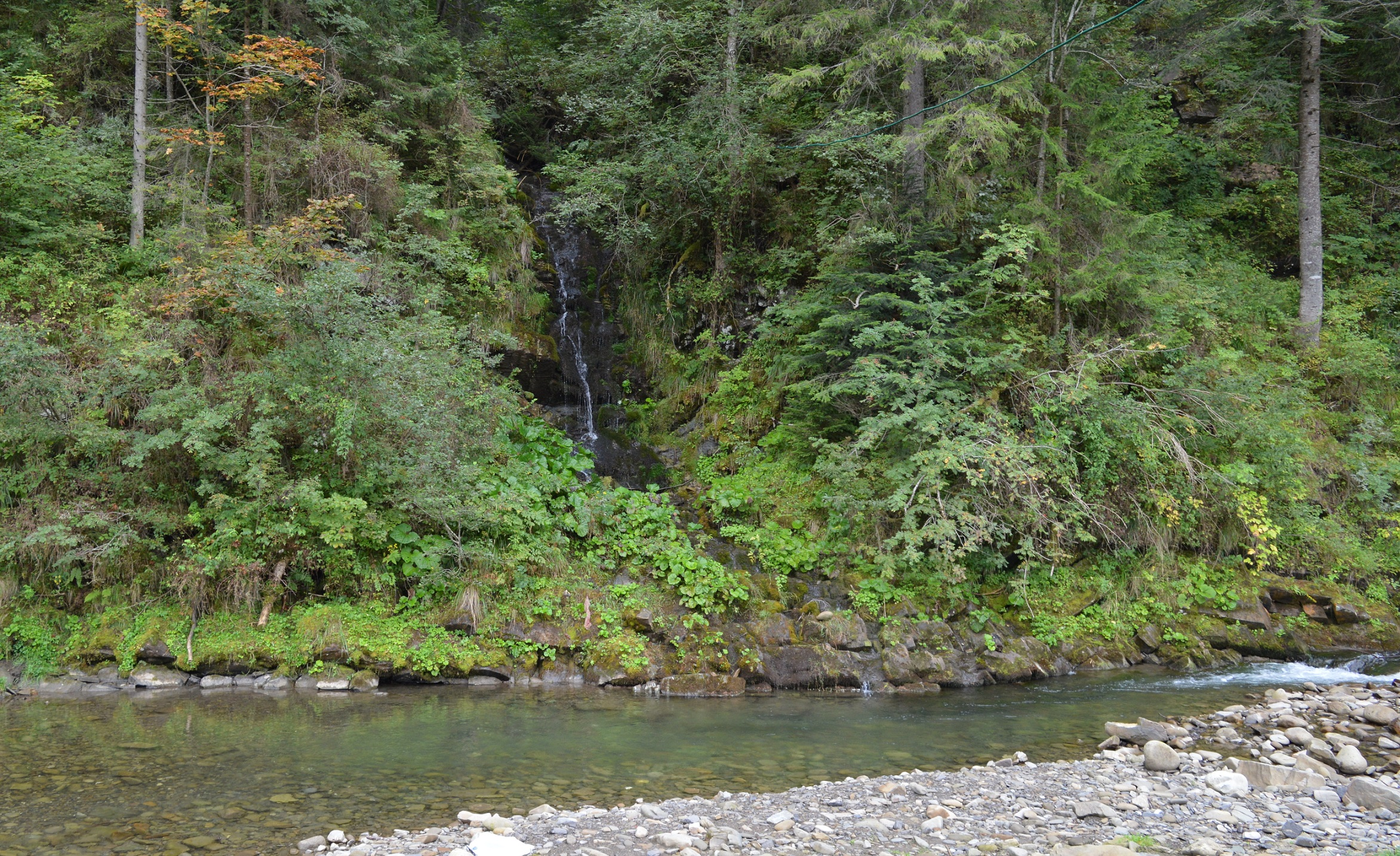
Водоспад